# Can Coll (Fogars de la Selva)
Can Coll és una obra del municipi de Fogars de la Selva (Selva) inclosa en l'Inventari del Patrimoni Arquitectònic de Catalunya.

## Descripció
Es tracta d'un edifici aïllat i de grans dimensions, de tres plantes i coberta de doble vessant a laterals coronada amb una torre quadrangular de teulada també a doble vessant. Les façanes són arrebossades, construïdes de maçoneria de pedra i rajola, però, com tota la casa, està en molt mal estat de conservació. En aquesta construcció hi ha diferents elements d'aparença defensiva, com són la torre, la garita o torricó i diverses espitlleres (amb la base més ampla, de forma circular) repartides pel recinte exterior.
La casa, de planta rectangular, té la façana principal envoltada d'un pati i d'una paret que el delimita. Aquest pati és un aterrassament amb contraforts que dona a migdia, on hi ha una llarga barana de ferro. L'entrada d'aquest pati està monumentalitzada amb un arc de triomf. Consta d'un arc de mig punt central, dos pisos horitzontals i tres cossos verticals, diferents decoracions geomètriques en relleu de separació de pisos i cossos, pilastres, medallons, etc. Entre dos dels medallons se'ns informa de la data de 1884, possiblement quan es feu el mur i l'entrada del pati i la torre superior. Dins l'arc hi ha una estructura semicircular de ferro forjat i a sota, una porta metàl·lica rovellada.
A la façana de ponent hi ha una gran terrassa al segon pis i una torreta o garita de defensa circular a la cantonada sud-oest, a tocar de la paret del pati de la façana principal. Consta de quatre espitlleres i una culminació apuntada i amb una petita esfera ceràmica.
Pel que fa a la façana principal, consta de tres crugies i el ràfec de la teulada està format per tres fileres de rajola plana, una d'elles, la central, amb forma de dent de diamant.
Quant al cos de la torre, de quatre plantes, presenta quatre finestres, una per banda, i uns ràfecs emergents de tres bigues de fusta i rajola.
A la part posterior de la casa hi ha dependències de treball, avui adandonades i en procés d'enrunament.

## Història
Els orígens documentals de Can Coll es remunten al segle xii, però la casa actual respon a una reforma del segle xix d'una estructura original dels segles XVI-XVII.
Malauradament la casa està abandonada des de fa temps i està en procés d'enrunament.